# NK Slavonija Ivanovac
NK Slavonija je nogometni klub iz Ivanovca. U sezoni 2009./10. se natječe u 4. HNL – Istok. U sezoni 2010./11. ispada iz 1. ŽNL Osječko-baranjske te se od ove sezone natječe u 2. ŽNL Osječko-baranjska, trenutno zauzima lidersku poziciju u prvenstvu te se nalazi u polufinalu kupa NS Osijek gdje ga čeka susjedski rival Čepin. 